# Siwoszek
Siwoszek (Oedipoda) – rodzaj owadów prostoskrzydłych z rodziny szarańczowatych.
Owady o głowie wyposażonej w nitkowate czułki i okrągławe lub lekko wydłużone dołki ciemieniowe. Przedplecze ma środkową listewkę przeciętą pojedynczą, głęboką bruzdą poprzeczną, a po bokach listewki pozbawione jest dołków. Krawędź górna ud tylnej pary odnóży jest za środkiem gwałtownie obniżona. Pokrywy sięgają wierzchołków tylnych ud.
Rodzaj głównie palearktyczny. W Polsce pewne jest występowanie tylko siwoszka błękitnego.
Takson ten wprowadził w 1853 roku Pierre-André Latreille. Należy tu 30 opisanych gatunków:
- Oedipoda aurea Uvarov, 1923
- Oedipoda caerulescens (Linnaeus, 1758) – siwoszek błękitny
- Oedipoda canariensis Krauss, 1892
- Oedipoda charpentieri Fieber, 1853
- Oedipoda coerulea Saussure, 1884
- Oedipoda fuscocincta Lucas, 1849
- Oedipoda germanica (Latreille, 1804)
- Oedipoda venusta Fieber, 1853
- Oedipoda discessa Steinmann, 1965
- Oedipoda fedtschenki Saussure, 1884
- †Oedipoda germari Heer, 1865
- †Oedipoda haidingeri Heer, 1865
- Oedipoda himalayana Uvarov, 1925
- Oedipoda infumata Bey-Bienko, 1949
- Oedipoda jaxartensis Uvarov, 1912
- Oedipoda kurda Descamps, 1967
- Oedipoda ledereri Saussure, 1888
- Oedipoda liturata Le Guillou, 1841
- †Oedipoda longipennis Poncrácz, 1928
- Oedipoda maculata Le Guillou, 1841
- Oedipoda miniata (Pallas, 1771)
- Oedipoda muchei Harz, 1978
- Oedipoda neelumensis Mahmood & Yousuf, 1999
- †Oedipoda nigrofasciolata Heer, 1849
- †Oedipoda oeningensis Heer, 1849
- Oedipoda pernix Steinmann, 1965
- †Oedipoda pulchra Poncrácz, 1928
- Oedipoda schochii Brunner von Wattenwyl, 1884
- Oedipoda tincta Walker, 1870
- Oedipoda turkestanica Steinmann, 1965